# Ермасов, Василий Владимирович
Васи́лий Влади́мирович Ермасо́в (9 января 1913, Царицын, Российская империя — 30 апреля 1990, Волгоград, СССР) — советский футболист, вратарь, затем тренер. Мастер спорта. Провел 6 сезонов в составе клуба высшего дивизиона «Трактор» (Сталинград). Один из организаторов и участник «Матча на руинах Сталинграда». К столетию со дня рождения Василию Ермасову было присвоено почетное звание «Легенда волгоградского футбола».

## Ранние годы
Родился в 1913 году в Царицыне (по другим данным в Лысково, Лысковский район, Горьковская область).
В футбол начал играть в 1932 году в Сталинграде в команде спортклуба «Красная Звезда» союза деревообделочников, затем выступал за сталинградские команды «Динамо», «Металлург».
В 1938—1939 годах играл за сборную СКВО.
Ермасов дебютировал на высшем союзном уровне в возрасте 24 лет и на первый же свой матч вышел в качестве капитана команды. Во встрече Кубка СССР 1937 года клуб «Металлург» (Сталинград) на своем поле оказал неожиданно упорное сопротивление команде второго дивизиона (группа «Б») «Торпедо» (Москва), проиграв лишь в дополнительное время.
Четверо одноклубников уже в следующем сезоне выступали за клуб высшего дивизиона «Трактор» (Сталинград). Ермасов же принял приглашение главной команды города лишь в начале 1940 года.

## Сезон 1940
За место в основе «Трактора» Ермасов конкурировал с бессменным до того момента Аркадием Усовым. В первых турах, по решению тренера Юрия Ходотова, вратари выходили на поле по очереди, через матч. Дебют Ермасова 6 мая пришелся на домашнюю встречу с действующим чемпионом, московским «Спартаком». Первый гол в чемпионатах СССР (и единственный в матче) вратарь пропустил на 50-й минуте от спартаковца Алексея Соколова.
В своей следующей игре с ленинградским «Зенитом» Ермасов ошибался на выходах и однажды выронил мяч на ногу сопернику, но все же сохранил ворота «сухими».
Начиная с 9-го тура Ермасов стал твердым «первым номером» команды и сыграл в чемпионате 1940 года 17 матчей. Он же защищал ворота «Трактора» в двух матчах, результаты которых были впоследствии аннулированы, и пропустил в них один гол.

## Годы войны
Во время Великой Отечественной войны Василий Ермасов ушёл на фронт, принимал участие в Сталинградской битве. Выполнял специальные задания в оперативной группе НКВД на заводе «Красный Октябрь», а затем в разведывательной спецгруппе Сталинградского управления НКВД.
В мае 1943 года, после окончания сражения, был одним из организаторов и участником знаменитого матча «На руинах Сталинграда».
3 февраля 1943 года награждён медалью «За отвагу», которую получил 2 мая 1943 года перед матчем «На руинах Сталинграда».
Описание подвига из наградного листа:
Тов. Ермасов с первых дней боев за Сталинград находился на передовой линии фронта. Выполняя специальные задания Управления НКВД, проявил мужество и самоотверженность. Активно участвовал в укреплении и обороне участка фронта на заводе «Красный Октябрь». При непрерывной бомбежке территории завода авиацией противника по заданию командования минировал подходы к территории завода.
При прорыве группы автоматчиков в районе клуба им. Ленина принял участие в их уничтожении. Работая по связи со штабом 62 армии, при всех условиях выполнял все задания быстро и в срок.

## Матч «На руинах Сталинграда»
Ермасов участвовал в матче 2 мая 1943 года против московского «Спартака», организованном с целью поднятия духа сталинградцев. В том матче его команда победила 1:0, а Ермасов отразил все удары спартаковцев.

## Тренерская работа
Завершив карьеру игрока, Василий Ермасов работал тренером сталинградских футбольных команд.
В 1950-е годы тренировал сталинградские команды «Торпедо» и «Металлург», затем работал старшим тренером областного совета ДСО «Труд», начальником «Цеха здоровья» Сталепроволочно-канатного завода.
В 1955—1956 годах был тренером и начальником команды мастеров «Торпедо» (Сталинград).
В 1963 году окончил ГЦОЛИФК.
После выхода на пенсию принимал активное участие в жизни волгоградского «Ротора». Его регулярные встречи с молодыми футболистами оказали большое влияние на укрепление патриотического духа «Ротора».

## Статистика

### Клубная
| Команда                | Сезон | Чемпионат | Чемпионат | Чемпионат | Кубок | Кубок | Итого | Итого |
| Команда                | Сезон | Уров.     | Игры      | Голы      | Игры  | Голы  | Игры  | Голы  |
| ---------------------- | ----- | --------- | --------- | --------- | ----- | ----- | ----- | ----- |
| Металлург (Сталинград) | 1937  | V         | 10        | −11       | 1     | −3    | 11    | −14   |
| Трактор (Сталинград)   | 1940  | I         | 17        | −25       | —     | —     | 17    | −25   |
| Трактор (Сталинград)   | 1941  | I         | 8         | −9        | —     | —     | 8     | −9    |
| Трактор (Сталинград)   | 1945  | I         | 16        | −24       | 3*    | −3*   | 19*   | −27*  |
| Трактор (Сталинград)   | 1946  | I         | 15        | −31       | 0     | 0     | 15    | −31   |
| Трактор (Сталинград)   | 1947  | I         | 24        | −39       | 1     | -2    | 25    | −41   |
| Трактор (Сталинград)   | Итого | Итого     | 80        | −128      | 4*    | −5*   | 84*   | −133* |
| Торпедо (Сталинград)   | 1948  | I         | 7         | −9        | 1     | −5    | 8     | −14   |
| Торпедо (Сталинград)   | 1949  | I         | 4         | −4        | 0     | 0     | 4     | −4    |
| Торпедо (Сталинград)   | Итого | Итого     | 11        | −13       | 1     | −5    | 12    | −18   |
| Всего                  | Всего | Всего     | 101       | −152      | 6*    | −13*  | 107*  | −165* |

Примечание: знаком * отмечены ячейки, данные в которых возможно больше указанных.

## Личная жизнь
Жена — Елена Ивановна.